# Où sont-elles passées
Où sont-elles passées (tradução portuguesa: "Onde é que elas têm estado?") foi a canção que representou o Mónaco no Festival Eurovisão da Canção 1964 que se realizou em Copenhaga no dia 21 de março de 1964.
A referida canção foi interpretada erm francês por Romuald. A canção foi composta por Francis Lai, melhor conhecido pelos suas músicas para filmes. Foi a décima canção a ser interpretada na noite do evento, depois da canção alemã "Man gewöhnt sich so schnell an das Schöne", interpretada por Nora Nova e antes da canção portuguesa "Oração, cantada por António Calvário. A canção monegasca terminou em  3.º lugar, tendo recebido um total de 15 pontos. No ano seguinte, em 1965, o Mónaco foi representado por Marjorie Noël que interpretou "Va dire à l'amour". Romuald voltaria ao Festival Eurovisão da Canção 1969, dessa vez em representação do Luxemburgo com a canção Catherine. voltaria em 1974, em representação do Mónaco com a canção "Celui qui reste et celui qui s'en va".

## Autores
- Letrista: Pierre Barouh
- Compositor: Francis Lai
- Orquestrador: Michel Colombier

## Letra
A canção é de estilo chanson popular nos inícios do Festival Eurovisão da Canção. Romuald lamante a partida das raparigas da sua juventude, explicando que ele está ficando mais velho e está perdendo a alegria e o místério dos seus primeiros romances.